# Alex Etel
Alexander Nathan Etel (Manchester, 19 settembre 1994) è un attore britannico.

## Biografia e carriera
Alex Etel è nato in un ospedale alla periferia di Manchester, figlio di Nicholette Etel e Jason Hartley. Ha un fratello minore, Daniel, e una sorella maggiore, Rebecca. Ha frequentato la Lum Head Primary School a Gatley.
Debutta sul grande schermo nel 2004 interpretando il ruolo di Damian Cunningham, protagonista del film Millions. Per la sua interpretazione è stato nominato nel 2006 nella categoria miglior attore emergente ai Saturn Award, e, ai Critics' Choice Awards e British Independent Film Awards.
Nel 2007 interpreta il ruolo di Angus MacMorrow nel film The Water Horse - La leggenda degli abissi, e, quello di Harry Gregson nell'adattamento televisivo in sei parti del romanzo Cranford di Elizabeth Gaskell.
Nel febbraio 2016, decide di sospendere temporaneamente la carriera d'attore per concentrarsi sugli studi universitari.

## Filmografia

### Cinema
- Millions, regia di Danny Boyle (2004)
- The Water Horse - La leggenda degli abissi (The Water Horse), regia di Jay Russel (2007)
- Il segreto di Green Knowe (From Time to Time), regia Julian Fellowes (2009)
- Ways to Live Forever, regia di Gustavo Ron (2010)

### Televisione
- Cranford - serie TV, 6 episodi (2007)

## Doppiatori italiani
- Manuel Meli in Millions
- Mattia Nissolino in The Water Horse - La leggenda degli abissi
- Danny Francucci ne Il segreto di Green Knowe

## Riconoscimenti
- 2005 – British Independent Film Awards
  - Candidatura come miglior esordiente per Millions
- 2006 – Critics' Choice Awards
  - Candidatura come miglior giovane interprete per Millions
- 2006 – Saturn Award
  - Candidatura come miglior attore emergente per Millions
- 2008 – Saturn Award
  - Candidatura come miglior giovane interprete per The Water Horse - La leggenda degli abissi
- 2008 – Young Artist Awards
  - Candidatura come miglior attore per The Water Horse – La leggenda degli abissi